# Paramphithoe paraparadoxa
Paramphithoe paraparadoxa is een vlokreeftensoort uit de familie van de Epimeriidae. De wetenschappelijke naam van de soort is voor het eerst geldig gepubliceerd in 1972 door Gurjanova.